# Cầu Vĩnh Tuy
Cầu Vĩnh Tuy là một cây cầu bắc qua sông Hồng nối phường Vĩnh Tuy, quận Hai Bà Trưng với phường Long Biên, quận Long Biên, thành phố Hà Nội.

## Lịch sử
- Khởi công xây dựng ngày 3 tháng 2 năm 2005, dự kiến khánh thành tháng 5 năm 2007. Nhưng do khó khăn về công tác giải phóng mặt bằng nên tiến độ khánh thành cầu đã bị chậm lại, sau đó có thông báo dự kiến hợp long cầu vào dịp Tết Mậu Tý (2008). Tuy nhiên đến tháng 1/2008 ban quản lý lại tiếp tục thông báo đẩy lùi tiến độ do một số nguyên nhân và không thông báo ngày hoàn thành.
- Ngày 25 tháng 9 năm 2009, thủ tướng Nguyễn Tấn Dũng đã chính thức cắt băng khánh thành thông xe cây cầu rộng nhất Việt Nam này (giữ kỷ lục này đến khi Cầu Đông Trù được khánh thành vào 09/10/2014).[1]
- Ngày 26 tháng 9 năm 2010, cầu Vĩnh Tuy chính thức được khánh thành giai đoạn 1.[2]
- Ngày 9 tháng 1 năm 2021, cầu Vĩnh Tuy giai đoạn 2 được khởi công xây dựng.
- Ngày 30 tháng 6 năm 2023 cầu Vĩnh Tuy giai đoạn 2 chính thức hợp long cầu.
- Ngày 30 tháng 8 năm 2023 cầu Vĩnh Tuy giai đoạn 2 được chính thức thông xe.[3]

## Tính năng kỹ thuật
- Đây là cầu kết cấu dầm hộp bê tông cốt thép dự ứng lực, sơ đồ cầu liên tục nhiều nhịp.
- Cầu được thi công với công nghệ đúc hẫng và đạt kỉ lục về chiều dài nhịp đúc hẫng của Việt Nam (135m so với cầu Thanh Trì là 130m)
- Trong giai đoạn đầu, cầu được thiết kế có 4 làn xe ô tô, 2 làn xe hỗn hợp. Giai đoạn hoàn chỉnh cầu có 6 làn xe ô tô, 2 làn xe hỗn hợp xe mô tô, xe gắn máy và xe thô sơ, cấm người đi bộ, giữa làn xe ô tô và làn xe hỗn hợp được phân tách bằng dải phân cách cứng.
- Bảo đảm lưu lượng vận tải khoảng 35.000 lượt xe/ngày đêm vào năm 2010.
- Tổng chiều dài gần 3 km. Phần cầu qua sông dài 2.690 m. Phần cầu chính được bố trí chuỗi nhịp dài 990 m, rộng 38,4 m. Hiện cầu có độ rộng lớn nhất trong số các cây cầu bắc qua sông Hồng.

Cầu Vĩnh Tuy cùng với cầu Thanh Trì là 2 cây cầu mới được xây dựng tại Hà Nội, có ý nghĩa giao thông quan trọng nhưng đều chậm tiến độ không dưới 2 năm.

## Phân luồng giao thông

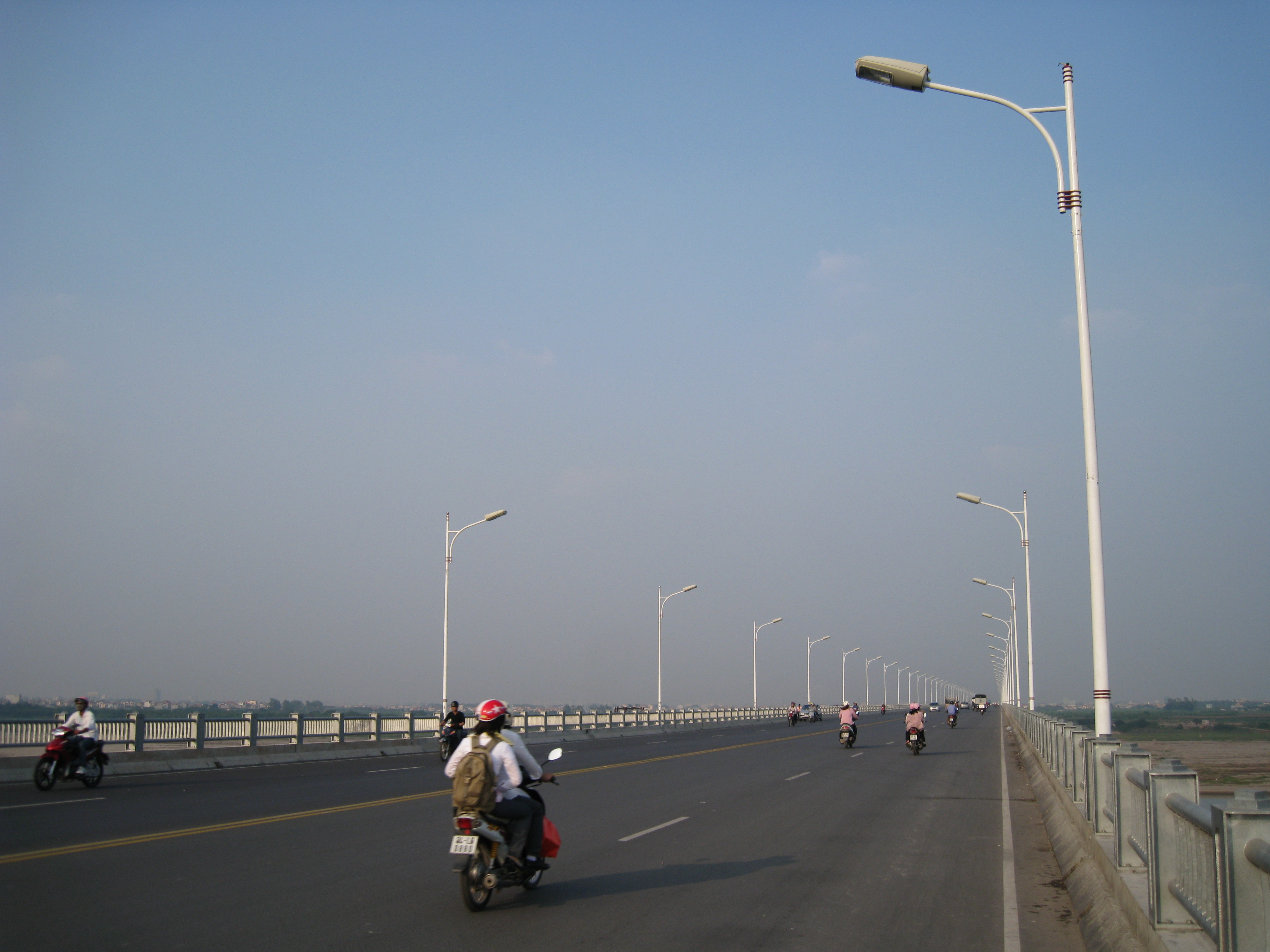
Mặt cầu Vĩnh Tuy giai đoạn 1

- Từ năm 2010 tất cả các tuyến xe khách và xe trên 24 chỗ ngồi xuất phát từ trung tâm Hà Nội sang phía đông (Gia Lâm) đều phải qua cầu Vĩnh Tuy, thay cho trước kia được phép qua cầu Chương Dương.
- Sau khi cầu Vĩnh Tuy giai đoạn 2 hoàn thành đưa vào khai thác, cầu Vĩnh Tuy 1 sẽ được tổ chức lưu thông 1 chiều hướng từ quận Long Biên sang quận Hai Bà Trưng, còn cầu Vĩnh Tuy 2 lưu thông theo hướng ngược lại.

## Vốn đầu tư
- Theo thiết kế tổng vốn khoảng 3.600 tỷ đồng Việt Nam.
- Sau quá trình thi công kéo dài ở giai đoạn 1, trượt giá tính lại khoảng 5.500 tỷ đồng Việt Nam.
- Giai đoạn 2 mở rộng, tổng vốn đầu tư là 2.538 tỷ đồng Việt Nam.[4]